# 1542 în literatură
- 1541 în literatură — 1542 în literatură — 1543 în literatură

Anul 1542 în literatură a implicat o serie de evenimente semnificative. 

## Eseuri
1. Codex Mendoza (1541-1542).

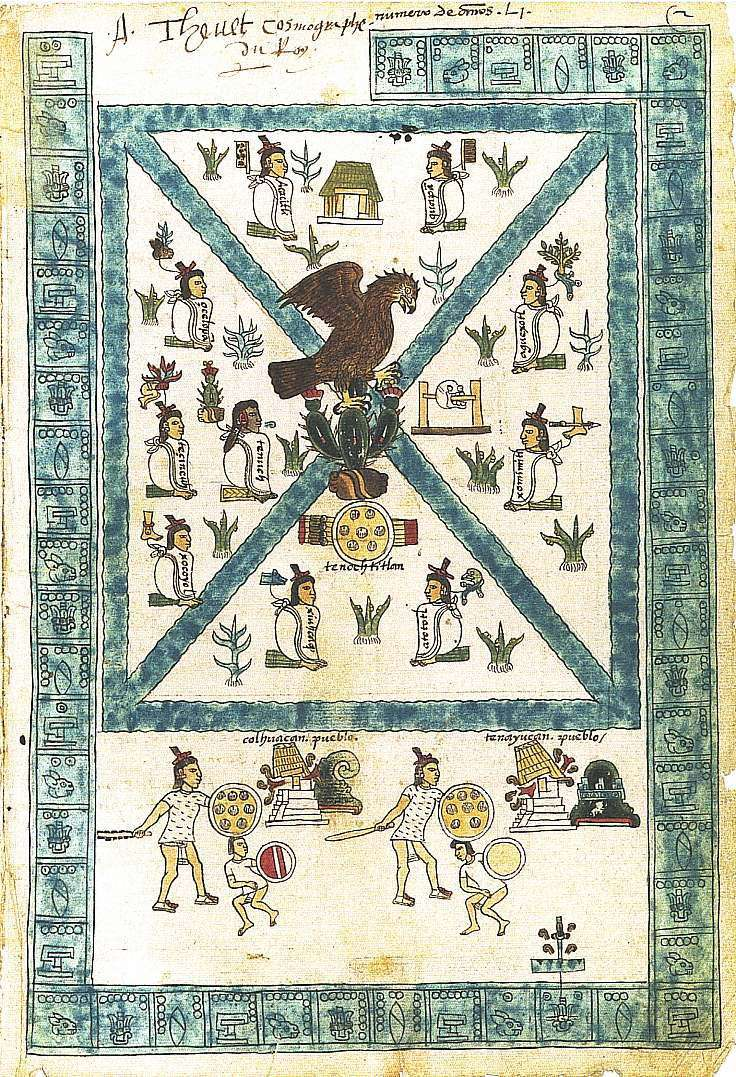
Codex Mendoza, Întemeierea Tenochtitlan

2. Mikael Agricola : alfabetul, prima carte tipărită în finlandeză.
3. François Bonivard (1496-1570) : Cronici de la Geneva (prima versiune).
4. Bartolomé de Las Casas (1484-1566, dominican) : Memorii.
5. Sperone Splioni : Dialogul limbilor. Prezintă limba italiană ca pe o limbă de cultură.

## Decese
Format:1542